# Fort Worth Stockyards

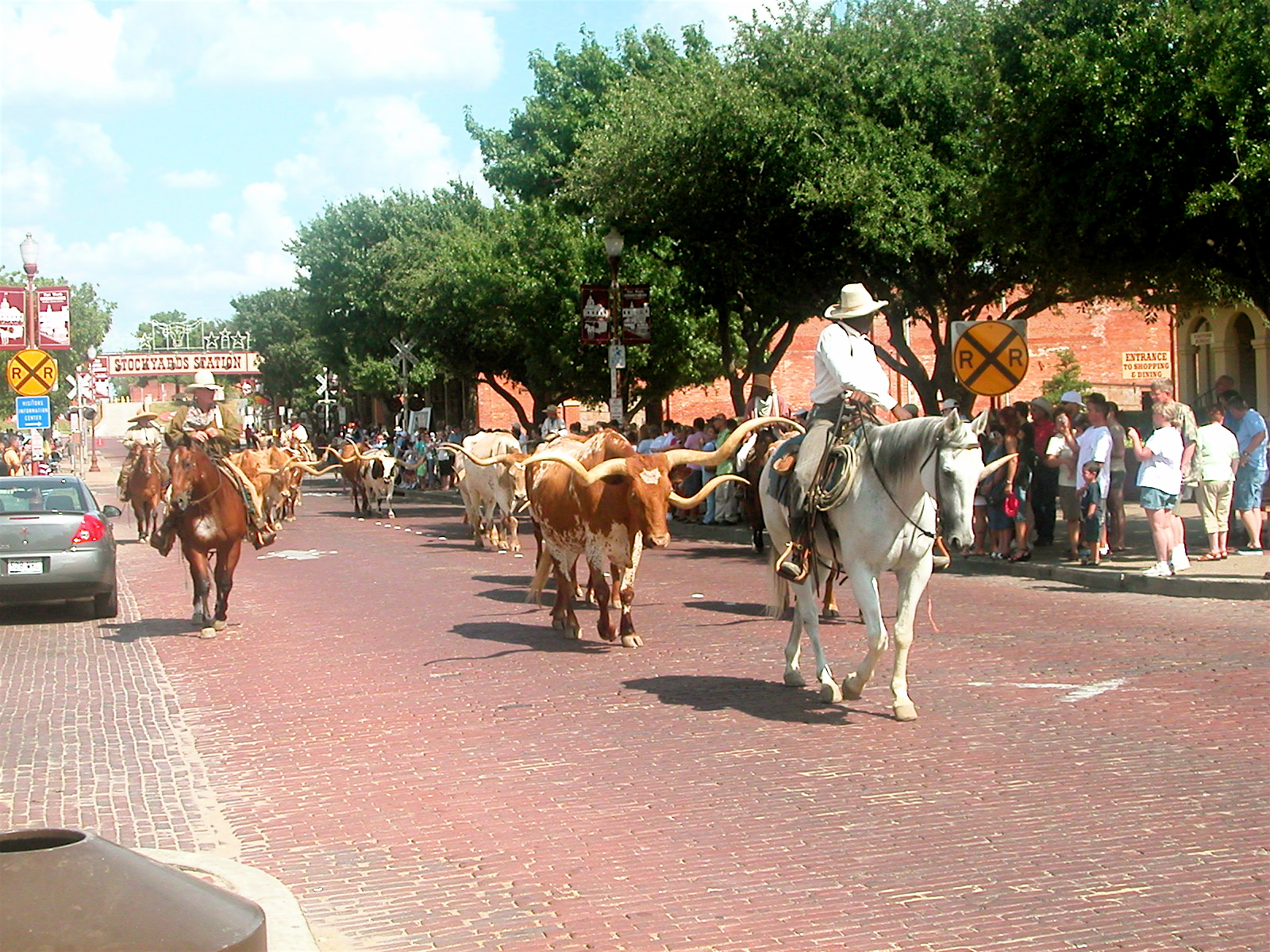
Fort Worth Stockyards

De Fort Worth Stockyards zijn een historische veemarkt en overslagplaats voor vee ten noorden van het stadscentrum van Fort Worth in de staat Texas in de Verenigde Staten. In het Engels is een stockyard een ruimte om vee tijdelijk te huisvesten.
De Fort Worth Stockyards werden in 1866 geopend, en speelden een belangrijke rol voor de afvoer van vee naar de markten aan de oostkust van de VS, vooral na de opening van de spoorweg in 1876. 
In 1976 werden de Stockyards tot beschermd stadsgezicht verklaard. Het is uitgegroeid tot een van de belangrijkste toeristenattracties van Fort Worth. Het terrein heeft het aanzien en de sfeer van het  Wilde Westen, met veel bars en steakrestaurants. Er wordt wekelijks een rodeo gehouden.